# 戈爾戈爾區

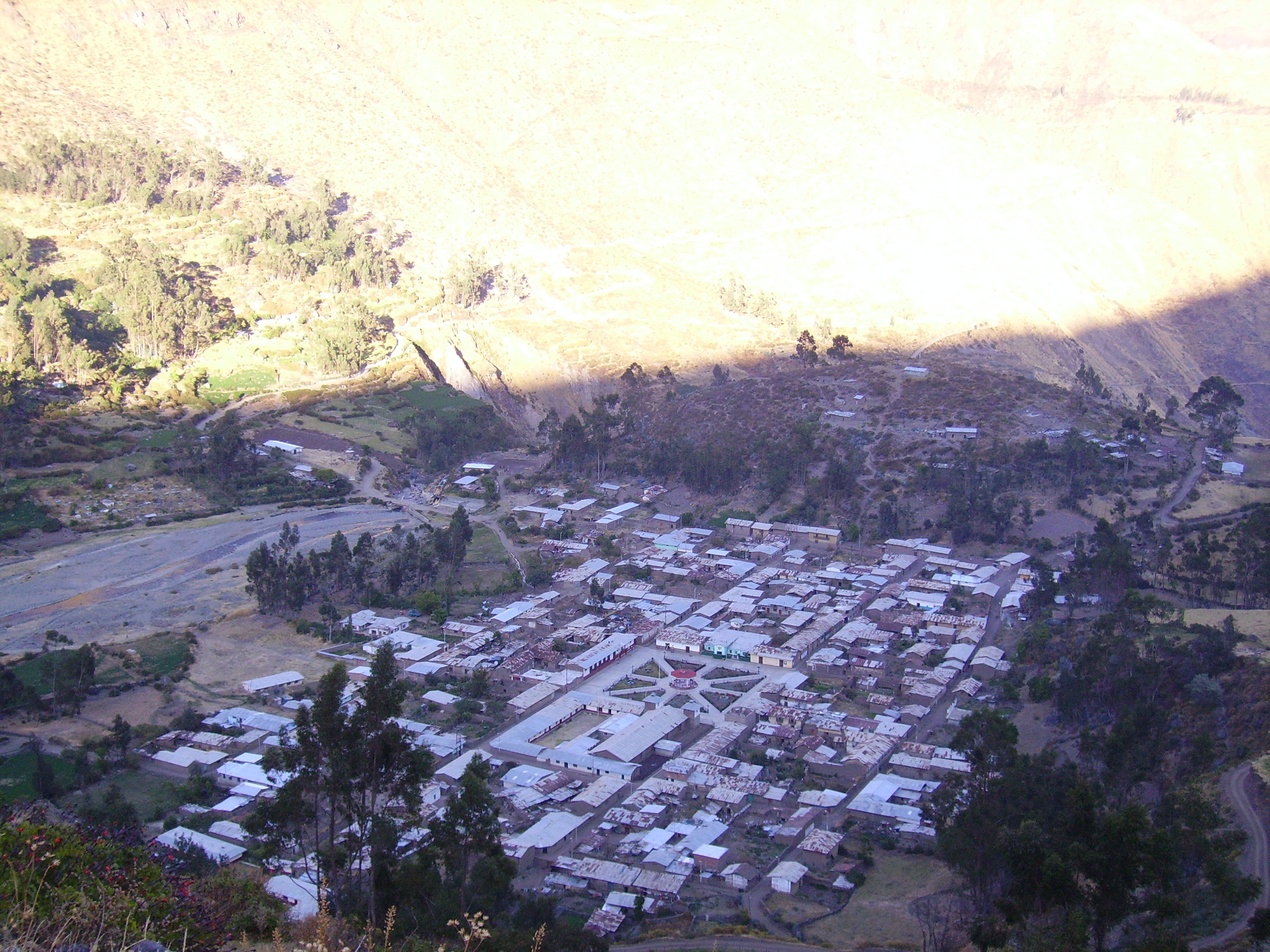

10°37′15″S 77°02′28″W / 10.6207°S 77.0412°W
戈爾戈爾區（西班牙語：Distrito de Gorgor），是秘魯的一個區，位於該國中南部利馬大區的卡哈坦博省，始建於1857年1月2日，面積310平方公里，海拔高度3,074米，2005年人口2,342，人口密度每平方公里7.6人。